# Фонтан (село)
Фонта́н (укр. Фонтан, крымскотат. Fontan, Фонтан) — село в Ленинском районе Республики Крым в составе Ленинского сельского поселения (согласно административно-территориальному делению Украины — Ленинского сельсовета Автономной Республики Крым).

## Население
| 2001 | 2014 |
| ---- | ---- |
| 307  | ↘209 |

Всеукраинская перепись 2001 года показала следующее распределение по носителям языка
| Язык             | Процент |
| ---------------- | ------- |
| русский          | 79.48   |
| крымскотатарский | 12.7    |
| украинский       | 6.84    |
| другие           | 0.33    |

### Динамика численности
| - 1915 год — 10/10 чел. - 1926 год — 19 чел. - 1989 год — 405 чел. | - 2001 год — 307 чел. - 2009 год — 266 чел. - 2014 год — 209 чел. |

## Современное состояние
На 2017 год в Фонтане числится 7 улиц; на 2009 год, по данным сельсовета, село занимало площадь 183 гектара на которой, в 96 дворах, проживало 266 человек. В селе действует библиотека, Фонтан связан автобусным сообщением с райцентром, городами Крыма и соседними населёнными пунктами.

## География
Фонтан расположен в центре района и Керченского полуострова, в балке Бор-Джилга, притоке реки Самарли, высота центра села над уровнем моря — 72 м. Находится примерно в 23 километрах (по шоссе) на восток от райцентра Ленино, ближайшая железнодорожная станция Пресноводная (на линии Джанкой — Керчь) — около 14 километров. Транспортное сообщение осуществляется по федеральной трассе Таврида (ранее — по региональной автодороге 35А-001 Армянск — Джанкой — Феодосия — Керчь (по украинской классификации — М-17)).

## История
Колодцы на керченском почтовом тракте, на месте современного села, отмечены ещё на военно-топографической карте 1842 года, на трёхверстовой карте 1865—1876 года при колодцах есть даже некие строения — возможно, дорожные казармы. Впервые, как селение, в доступных источниках встречается в Статистическом справочнике Таврической губернии. Ч.II-я. Статистический очерк, выпуск пятый Феодосийский уезд, 1915 год, согласно которому на хуторе Фонтан Петровской волости Феодосийского уезда числилось 2 двора (оба с землёй) с русским населением в количестве 10 человек приписных жителей и 10 «посторонних», из которых 10 мужчин и 10 женщин. При хуторе числилось 230 десятин удобной земли. В хозяйствах имелось 25 лошадей, 30 волов, 20 коров и 10 голов овец, свиней, или коз.
После установления в Крыму Советской власти, по постановлению Крымревкома, 25 декабря 1920 года был образован Керченский (степной) уезд, а, постановлением ревкома № 206 «Об изменении административных границ» от 8 января 1921 года была упразднена волостная система и село вошло в состав Петровского района Керченского уезда, а в 1922 году уезды получили название округов. 11 октября 1923 года, согласно постановлению ВЦИК, в административное деление Крымской АССР были внесены изменения, в результате которых округа были отменены, Керченский округ слили с Феодосийским, Петровский район упразднили, влив в Керченский район. Согласно Списку населённых пунктов Крымской АССР по Всесоюзной переписи 17 декабря 1926 года, на хуторе Фонтан, Ново-Николаевского сельсовета Керченского района, числилось 5 дворов, все крестьянские, население составляло 19 человек (8 мужчина и 11 женщин), все украинцы. Постановлением ВЦИК «О реорганизации сети районов Крымской АССР» от 30 октября 1930 года (по другим сведениям 15 сентября 1931 года) Керченский район упразднили и село включили в состав Ленинского. На подробной карте РККА Керченского полуострова 1941 года в Фонтане обозначено 13 дворов. С 25 июня 1946 года Фонтан в составе Крымской области РСФСР. 12 августа 1944 года было принято постановление № ГОКО-6372с «О переселении колхозников в районы Крыма» и в сентябре того же года в район приехали первые новоселы 204 семьи из Тамбовской области, а в начале 1950-х годов последовала вторая волна переселенцев из различных областей Украины. 26 апреля 1954 года Крымская область была передана из состава РСФСР в состав УССР. Время включения в Ленинский сельсовет пока не установлено: на 15 июня 1960 года село уже числилось в его составе. По данным переписи 1989 года в селе проживало 405 человек. С 12 февраля 1991 года село в восстановленной Крымской АССР, 26 февраля 1992 года переименованной в Автономную Республику Крым. С 21 марта 2014 года в составе Крыма аннексировано Россией.